# 白加扎西
白加扎西（1964年1月—），青海囊谦人，藏族，中国共产党党员。中华人民共和国政治人物、第十三届全国人民代表大会青海地区代表。

## 生平
2013年5月至2021年4月，任青海省果洛州人民政府州长。
2018年2月24日，当选为第十三届全国人大代表。